# トクリテス
トクリテス（学名 : Tokurites）は、前期ジュラ紀トアルシアン期、Zugodactylites braunianus帯に生息していたアンモナイトの属。殻には肋があり、殻の縁側を棘のある結節が横切っている。この結節に基づいてダクティリオセラス科の属と判別されている。本属はレイネソセラスと近縁である。この属は、直径15mmからなる1個体の標本に基づいており、Tokurites inopinatusの1種のみからなる。またこの属は、ロシアのアジア地域で発見された唯一の標本である。